# Huruiești
Huruiești è un comune della Romania di 2 767 abitanti, ubicato nel distretto di Bacău, nella regione storica della Moldavia.
Huruiești ha dato i natali a Vasile Pârvan, storico e archeologo, (1882-1927).